# Allan Hansen
Allan Hansen (* 21. April 1956 in Odense) ist ein ehemaliger dänischer Fußballprofi. Der Offensivspieler konnte im Angriff wie im Mittelfeld eingesetzt werden und gewann mit Odense BK 1977 und 1982 die dänische Meisterschaft und war in seinem Heimatland 1977 und 1981 auch Fußballer des Jahres. In Deutschland war er bei Tennis Borussia Berlin von 1978 bis 1979 in der 2. Fußball-Bundesliga und beim Hamburger SV von 1982 bis 1984 in der Fußball-Bundesliga aktiv und gehörte mit 13 Ligaeinsätzen und drei Toren 1983 dem Meisterteam des Hamburgers SV an.

## Laufbahn
Hansen, der im Angriff und Mittelfeld eingesetzt wurde, spielte in der ersten dänischen Division bei Odense BK und wechselte 1982 zum Hamburger SV, mit dem er 1983 Deutscher Meister und Europapokalsieger der Landesmeister – aber ohne Spieleinsatz – wurde. Vom 1. Januar 1978 bis 31. Dezember 1979 hatte er bereits bei Tennis Borussia Berlin in der 2. Bundesliga gespielt.
Beim Bundesligaabsteiger Tennis Borussia begann der Mann aus Odense zu Beginn der Rückrunde 1977/78 in der 2. Bundesliga unter Trainer Klaus Basikow, welcher Rudi Faßnacht abgelöst hatte. Am Rundenende hatte er 13 Ligaspiele an der Seite der Torschützen Heinz-Josef Kehr (18 Tore) und Winfried Stradt (16 Tore) absolviert und die „Veilchen“ hatten den 10. Rang belegt. In der Saison 1978/79 absolvierte er unter dem neuen Trainer Reinhard Roder 34 Ligaspiele und erzielte elf Tore. TeBe belegte den 11. Rang. Mit dem Spiel am 8. Dezember 1979 bei einem 1:1-Auswärtsremis beim OSV Hannover beendete Hansen seine Zeit bei Tennis Borussia Berlin und kehrte nach insgesamt 54 Spielen in der 2. Bundesliga mit 12 Toren nach Dänemark zu Odense BK zurück. Gemeinsam mit Torhüter Lars Høgh gewann er 1982 die dänische Meisterschaft, nachdem er 1981 schon Fußballer des Jahres und bester Torschütze der 1. Division mit 28 Toren geworden war.
1984 wurde Hansen mit dem HSV unter Trainer Ernst Happel Vizemeister in der Bundesliga, kam aber lediglich in sieben Ligaspielen (1 Tor) in seiner zweiten Saison bei den „Rautenträgern“ zum Einsatz und kehrte nach insgesamt 20 Bundesligaspielen mit vier Toren wieder nach Dänemark zurück. In seinen zwei Jahren in Hamburg hatte Hansen auch noch sechs Spiele im DFB-Pokal mit drei Toren, das Europacupspiel am 19. Oktober 1983 bei Dinamo Bukarest (0:3), das Weltpokalspiel am 11. Dezember 1983 gegen Gremio Porto Alegre (1:2 n. V.), sowie das Rückspiel um den europäischen Supercup am 20. Dezember 1983 gegen den FC Aberdeen (0:2) bestritten.
Er absolvierte 16 A-Länderspiele mit drei Toren für Dänemark.

## Erfolge
- 1983 Deutscher Meister und Europapokalsieger der Landesmeister mit dem Hamburger SV